# Constanciano (prefeito pretoriano)
Constanciano (em latim: Constantianus) foi um oficial romano do século IV, ativo durante o reinado do imperador Teodósio I (r. 378–395). Entre 382-383, segundo uma série de leis preservadas no Código de Teodósio (VIII.5.42; XII.1.94; XI.7.12; XVI.5.10; VII.18.7), ele serviu como vigário do Ponto. Em 389, segundo outras três leis (XV.14.8; V.I.4; VI.26.5), ele foi promovido por Teodósio a prefeito pretoriano da Gália, provavelmente por seu tempo de serviço no Oriente.